# Gödelövs socken
Gödelövs socken i Skåne ingick i Torna härad och är sedan 1974 en del av Lunds kommun, från 2016 inom Genarps distrikt.
Socknens areal är 18,26 kvadratkilometer varav 18,19 land. År 1991 fanns här 141 invånare.  Orten Björnstorp med Björnstorps slott samt kyrkbyn Gödelöv med sockenkyrkan Gödelövs kyrka ligger i socknen. 

## Administrativ historik
Socknen har medeltida ursprung. 

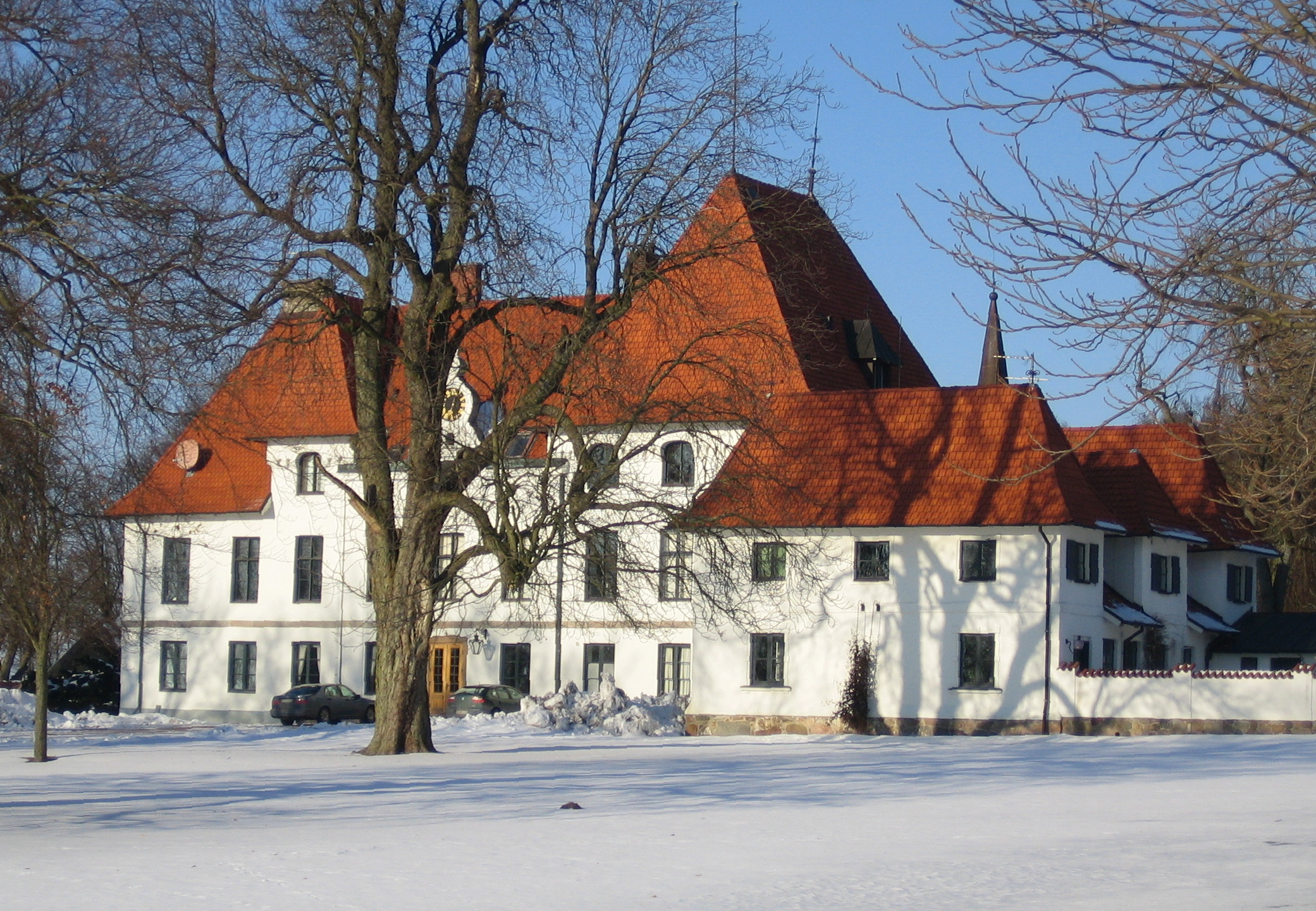
Björnstorp slott byggt 1752

Vid kommunreformen 1862 övergick socknens ansvar för de kyrkliga frågorna till Gödelövs församling och för de borgerliga frågorna bildades Gödelövs landskommun. Landskommunen uppgick 1952 i Genarps landskommun som 1974 uppgick i Lunds kommun. Församlingen uppgick 1995 i Genarps församling.
1 januari 2016 inrättades distriktet Genarp, med samma omfattning som Genarps församling fick 1995 och vari detta sockenområde ingår.
Socknen har tillhört län, fögderier, tingslag och domsagor enligt vad som beskrivs i artikeln Torna härad. De indelta soldaterna tillhörde Södra skånska infanteriregementet, Färs kompani och Livkompaniet. 

## Geografi
Gödelövs socken ligger sydost om Lund med Romeleåsen i öster och Höje å i söder. Socknen är en odlingsbygd i väster och en kuperad skogsbygd i öster där Romele klint når 175 meter över havet.

## Fornlämningar
Cirka 15 boplatser samt lösfynd från stenåldern är funna. Från bronsåldern finns gravhögar. En domarring finns här.

## Namnet
Namnet skrevs i mitten av 1300-talet Göteleue och kommer från kyrkbyn. Efterleden är löv, 'arvegods'. Förleden innehåller mansnamnet Göte..